# Santa Maria de les Abelles

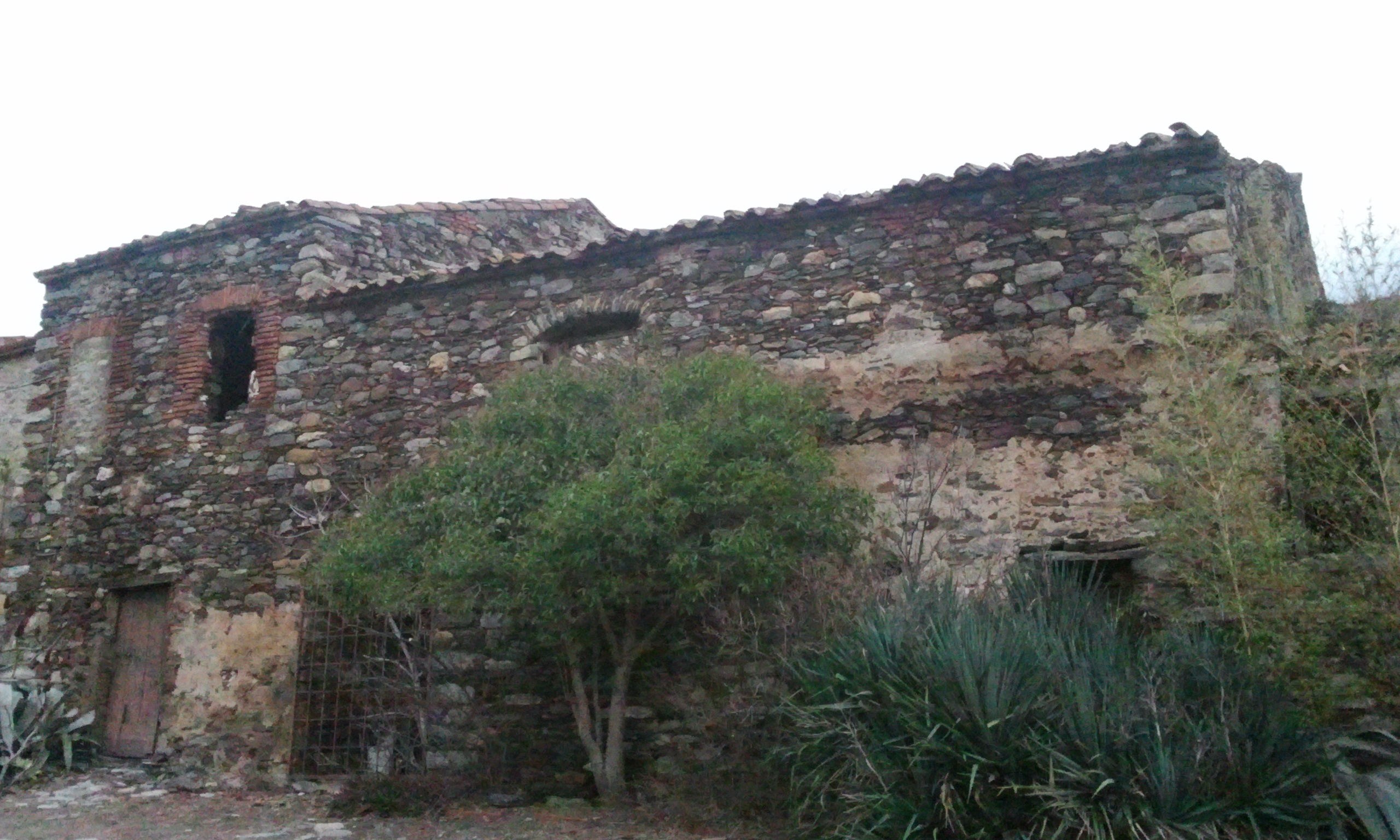
La masia de les Abelles, resta de l'antic poble

Santa Maria de les Abelles és una antiga església parroquial romànica de l'antic poble de les Abelles, del terme comunal de Banyuls de la Marenda, a la comarca del Rosselló (Catalunya del Nord).
Està situada a la zona sud-occidental del terme comunal, a la vall on hi havia hagut el poble de les Abelles, al capdamunt del Rec de les Abelles.
És una petita església romànica, d'una sola nau capçada a llevant per un absis semicircular. S'hi venerava la Mare de Déu dels Monts o també anomenada de les Abelles. Després d'haver servit molts anys de magatzem agrícola i de corral, actualment està abandonada.